# Jean Diakrinomenos
Jean Diakrinomenos (en grec moderne : Ἰωάννης Διακρινόμενος, latinisé Diacrinomenus) est un historien ecclésiastique byzantin du début du VIe siècle. Son surnom fait référence à sa théologie : il est l'un des « hésitants » (diakrinomenoi) qui rejettent le concile de Chalcédoine.
Travaillant à Constantinople, il écrit une histoire de l'Église en dix livres couvrant la période allant du concile d'Éphèse en 431 jusqu'au début du patriarcat de Sévère d'Antioche en 512. Il la dédie à son oncle, l'évêque Silvain, envoyé par l'empereur Anastase Ier dans le royaume d'Himyar en 512. Il est maintenant perdu. Il ne subsiste qu'un résumé de chaque livre. Déjà au IXe siècle, le patriarche Photios I de Constantinople n'a accès qu'aux cinq premiers livres,  qu'il inclut dans sa Bibliotheca. Le cinquième livre se termine par l'expulsion de Pierre le Foulon du patriarcat d'Alexandrie vers 476. Photios a identifié par erreur Jean avec le prêtre Jean d'Égée parce que tous deux sont anti-chalcédoniens. Jean est cité par Théodore Lector.

## Éditions
Les fragments survivants de l'histoire de John sont édités dans : 
- Günther Christian Hansen, éd. Théodoros Anagnostes, Kirchengeschichte . Berlin: Akademie Verlag, 1971. p. 152–157.